# Аллентаун (Пенсільванія)
Аллентаун (англ. Allentown) — місто (англ. city) в США, в окрузі Лігай штату Пенсільванія. Населення — 125 845 осіб (2020).

## Географія
Аллентаун розташований за координатами 40°35′38″ пн. ш. 75°28′41″ зх. д. / 40.59389° пн. ш. 75.47806° зх. д. (40.593966, -75.478159).  За даними Бюро перепису населення США в 2010 році місто мало площу 46,68 км², з яких 45,44 км² — суходіл та 1,24 км² — водойми.

## Демографія

### Перепис 2010
Згідно з переписом 2010 року, у місті мешкали 118 032 особи в 42 804 домогосподарствах у складі 26 683 родин. Густота населення становила 2528 осіб/км².  Було 46921 помешкання (1005/км²).
Расовий склад населення:
| - 58,5 % — білих - 12,5 % — чорних або афроамериканців - 2,2 % — азіатів - 0,8 % — корінних американців - 21,0 % — осіб інших рас |

До двох чи більше рас належало 5,0 %. Частка іспаномовних становила 42,8 % від усіх жителів.
За віковим діапазоном населення розподілялося таким чином: 26,2 % — особи молодші 18 років, 61,9 % — особи у віці 18—64 років, 11,9 % — особи у віці 65 років та старші. Медіана віку мешканця становила 32,7 року. На 100 осіб жіночої статі у місті припадало 93,0 чоловіків;  на 100 жінок у віці від 18 років та старших — 89,2 чоловіків також старших 18 років.
Середній дохід на одне домашнє господарство  становив 49 123 долари США (медіана — 36 930), а середній дохід на одну сім'ю — 52 565 доларів (медіана — 40 756). Медіана доходів становила 36 326 доларів для чоловіків та 30 457 доларів для жінок. За межею бідності перебувало 26,5 % осіб, у тому числі 40,5 % дітей у віці до 18 років та 10,6 % осіб у віці 65 років та старших.
Цивільне працевлаштоване населення становило 49 345 осіб. Основні галузі зайнятості: освіта, охорона здоров'я та соціальна допомога — 22,5 %, виробництво — 14,3 %, роздрібна торгівля — 13,0 %.

### Перепис 2000
За даними перепису 2000 року
на території муніципалітету мешкало 106 632 людей, було 42 032 садиб та сімей.
Густота населення становила 2.320,8 осіб/км². З 42 032 садиб у 28,8% проживали діти до 18 років, подружніх пар, що мешкали разом, було 39,4%,
садиб, у яких господиня не мала чоловіка — 15,1%, садиб без сім'ї — 40,2%.
Власники 12,8% садиб мали вік, що перевищував 65 років, а в 33,1% садиб принаймні одна людина була старшою за 65 років. Кількість людей у середньому на садибу становила 2,42, а в середньому на родину 3,09.
Середній річний дохід на садибу становив 32 016 доларів США, а на родину — 37 356 доларів США. Чоловіки мали дохід 30 426 доларів, жінки — 23 882 доларів. Дохід на душу населення був 16 282 доларів. Приблизно 14,6% родин та 18,5% населення жили за межею бідності.
Медіанний вік населення становив 34 років. На кожних 100 жінок віком понад 18 років припадало 87,7 чоловіків.

## Відомі особистості
У поселенні народилися:
- Джон Клайн (* 1947) — американський політик.
- Чарлі Дент (* 1960) — американський політик.
- Аманда Сайфред (* 1985) — американська акторка, співачка і колишня модель.